# Альи, Хуан Крус
Хуан Крус Альи Арангурен (баск. Juan Cruz Alli Aranguren, род. 21 сентября 1942) — баскский политик, председатель правительства Наварры 1991-1995.

## Биография
Родился 21 сентября 1942 в Памплоне. Доктор юридических наук и техник по городскому планированию, он был профессором юридического факультета Бургоса Университета Вальядолида и профессором административного права в Государственном университете Наварры. Ранее он был юристом городского совета Памплоны и адвокатом.
Его приход в политику произошел через Форальную социал-демократическую партию, основанную Хайме Игнасио дель Бурго, которая присоединилась к Союзу демократического центра в 1977 году. Позже он перешел в Союз народа Наварро (UPN), занимая должности советника Памплоны в период с 1983 по 1987 год. Провинциальный парламентарий с 1987 по 1995 год и председатель правительства Наварры с 1991 по 1995 год.

## Идеология
Выступал за лучшее взаимопонимание с Автономным сообществом Страны Басков и с баскским национализмом в целом. Видит Испанию как нацию наций.